# 金方慶
金 方慶（キム・バンギョン、崇慶元年（1212年） - 大徳4年8月16日（1300年9月29日））は、高麗の将軍・都督使。字は本然。諡号は忠烈。本貫は安東金氏（旧安東金氏）。新羅の敬順王の九世の孫にあたる。
元側に通じた高麗の武将であり、元寇時の高麗軍の指揮者である。

## 来歴
父は兵部尚書・翰林学士の金孝印。祖父の金敏成に養育された。高宗16年（1229年）、蔭位により出仕する。高宗35年（1248年）のモンゴルの高麗侵攻（第四次侵攻）では西北面兵馬判官であった。元宗4年（1263年）に知御史台事、以後は上将軍、西北面兵馬使に昇格し、一次左遷されかかったが刑部尚書、枢密院副使となった。

### 三別抄討伐
金方慶は、元宗の治世から将軍として仕えて活躍し、元宗12年（1271年）からはモンゴルより、洪茶丘と共に三別抄（元の支配に抵抗する高麗の武装集団）の追討使を命じられ、珍島（全羅南道）・耽羅（済州島）を攻略し、軍功を挙げた。
渡海作戦を成功させた実績の持ち主として、モンゴル帝国カアンのクビライに従属した金方慶は、元宗15年（1274年）の日本侵攻（元寇、文永の役）において、高麗軍の司令官として、高麗軍8000人を率いて参陣する。

### 文永の役
文永11年（1274年）1月、金方慶はクビライより東南道都督使に任じられ、監督造船官郡民総管に任じられた洪茶丘と共に、日本遠征用の船団900隻の建造を命ぜられる。洪茶丘は金方慶に対し、船団完成を急ぐよう再三催促する。そのため金方慶は、南宋様式の船では納期に間に合わないと判断し、費用が安い高麗様式の船を建造することとした。6月、突貫作業でこれを完成させる。
金方慶麾下の高麗軍8000人を乗せた総勢4万の元・高麗連合軍艦隊900隻は、10月3日、合浦（慶尚南道）を出港した。10月5日、対馬に上陸、約1週間にわたって全域を蹂躙した後、10月14日には壱岐に上陸、守護代平景隆を自害に追い込んだ。16日から17日にかけて平戸・能古・鷹島を襲撃し、10月19日夕刻、大宰府を目指して博多湾に侵入した。
元・高麗連合軍は、壱岐・対馬の制圧には成功したものの、九州に上陸すると、幕府御家人の活躍により旗色が悪くなる。20日未明、百道原から上陸した元軍は、松浦党や原田一族を撃破して赤坂に進軍したが、菊池武房に蹴散らされて敗走する。一方、今津沖に停泊していた元・高麗連合軍本隊も今津へ上陸、日本側の監視隊を追い払い布陣すると、大宰府を目指して進軍を開始し、秋月氏と松浦党を破り麁原山を占拠する。
その後、一時は押し戻され、後退した元・高麗連合軍であったが、必死の抵抗を見せ踏み止まり、戦線は膠着状態となる。しかし、同20日夕刻には軍の統制が執れなくなり、軍事物資も枯渇した為、進退窮まる事態となった（原文：而官軍不整、又矢盡）。
金方慶は、総司令官の忽敦と、隣接部隊の司令官である洪茶丘に「兵法、遥かの敵領へ深く入った軍隊の鋭鋒あたるべからずとあり、我が軍は少なしといえども既に敵地に入っていて自ら戦うようになる。つまり秦の孟明視が船を焼き払い、韓信が背水の陣を布いた事と同じである、再度戦わせて頂きたい。」と進言するが、総司令官の忽敦から「孫子曰く、〈小敵の堅、大敵の擒〉疲れた兵（原文：疲乏之兵）を率いて、刻々と増強される敵（原文：敵日滋之衆）と立ち向かうのは完璧な計策ではない」と却下され、「全軍退却（原文：遂引兵還）」が決定する。
元・高麗連合軍は、博多や筥崎で放火や拉致・略奪を働いた後、船に引き揚げた（原文：惟虜掠四境而歸）。しかし夜陰に乗じ、博多湾を出航した元・高麗連合軍艦船に、今度は暴風雨が襲いかかる。金方慶は辛くも難を逃れたが、船団は壊滅状態となり、帰還できた船は400隻ほどだったという。
文永の役より帰還した際、モンゴル将軍の忽敦（クドゥン）は日本から連れて行った童男童女200人を、新たに高麗国王に即位した忠烈王と妃のクビライ公主クトゥルク＝ケルミシュに献上した。

### 失脚と復権
高麗軍の韋得儒、盧進義、金福大は日本侵攻での不手際で譴責され、金方慶に含むところがあった。忠烈王3年（1277年）、忻都との会見から帰還した金方慶を諸将が出迎えたが、盧進義が機嫌を取ろうとしてか酒を注ごうとするも、金方慶腹心の韓希愈が「こんな奴の酒など飲むべきでない」と割って入り、金方慶も無視して席を立った。韋得儒は韓希愈にとりなしの依頼をしたが侮辱され、殴り合いの喧嘩となった。
ここで韋得儒らは忻都に虚偽の告発をし、洪茶丘もその讒言に乗って、謀反と横領の罪でクビライに捕らえられる。金方慶は針金を首に結ばれて引き回され、鞭打ちに処された後、大青島に島流しにされた。しかし、クビライに対して忠烈王が懸命に金方慶の無罪を主張し、最終的にはクビライ御前での裁判となるはずだったが、その直前に韋得儒と盧進義が不審死したため、許されて帰還を果たす。
忠烈王7年（1281年）、弘安の役に臨んでは、クビライから中善大夫管領高麗国都元帥の称号と四品の官位を与えられた。

### 弘安の役
弘安の役でも高麗軍の司令官として、兵1万を率いて参戦する。
5月3日、合浦を出港した日本遠征軍の先発隊（東路軍）は、21日、対馬と壱岐を相次いで襲撃し、野山に逃げ隠れた島民を掃討する。6月6日、元軍は博多湾に侵入し志賀島に上陸、日本兵を300人ほど討ち取って気勢を上げるが、豊後・関東隊の返り討ちに遭い、戦線が崩壊して海上に後退する（原文：翼日復戦敗績）。この戦いで、洪茶丘は討ち取られる寸前まで追い込まれるが、友軍の援護により、間一髪で退却に成功している。
その後も元軍は、海上で散発的な襲撃に遭うなどして敗退を重ねた（原文：累戦不利）。
九州への上陸が叶わない元軍では、船底は腐り伝染病が流行、食料も不足する。ここに至り、忻都（総司令官）・洪茶丘（高麗人司令官）らは、「皇帝のお言葉によると、我が軍はとっくに南宋軍と合流しているはずだったんだが、我が軍が数回戦っても南宋軍は来ない状態である。南宋軍は何をしている」と迷ったが、金方慶は「皇帝の命令を奉り、食料を3カ月分も携えて来たのだから、後1カ月は持ち堪えられる。南宋軍との合流が成されれば、我が軍の勝利は間違いない。」と主張した。
7月、疫病の蔓延により船上で3000人余りの死者を出しながらも、元軍は南宋軍10万との合流を果し、鷹島沖に集結する。しかし船団は、強固な元寇防塁を盾とする日本側の迎撃や松浦党の襲撃などにより、九州への上陸を阻まれたまま7月末、折からの暴風雨に曝されて壊滅状態となる。
この状況にあっては、徹底抗戦を主張してきた金方慶も作戦の継続を断念せざるを得ず、無事だった船を選ぶと、残存兵を見捨て合浦へと帰還した。
破損し漂流する船団に残された兵・水夫の多くは、武士団の討伐を受け討ち取られた。『日本外史』によると、「屍が海を覆い、海の上を歩いて渡れるほどであった」という。また、鷹島などに置き去りにされた将兵は、伐採した木で船を造り帰還を試みるも、竹崎季長ら幕府御家人による掃討戦で全滅する。

### その後
以後も忠烈王の信頼は厚く、忠烈王9年（1283年）に靖難定遠功臣・三重大匡・僉議中賛・判典理司事・世子師となり、更に後忠烈王21年（1295年）、僉議令・上洛郡開国公となった。死後は忠烈と諡されている。
子は金愃・金忻・金恂。娘婿は趙抃。養子に韓希愈・安迪材などがいる。
金愃は副知密直司事に至る。金忻（1251年 - 1309年）は父に従って耽羅を討ち、日本侵攻に従軍し、大将軍・司宰卿・咨議都僉議司事に至り、上洛郡公を襲封した。金恂（1258年 - 1321年）は忠烈王5年（1279年）に登第し、若年で従軍を父から許されず、密航して日本侵攻に参加した。密直副使・判三司事に至る。
金恂の曾孫である金士衡は李氏朝鮮の重臣となり、応永3年（1396年）の対馬侵攻計画の指揮官となったことでも知られる。その兄の金士廉は、李成桂の簒奪に反対した杜門洞七十二賢の一人として死んだ。
文禄元年（1592年）の文禄の役での第一次晋州城攻防戦守将の晋州牧使金時敏も金方慶の子孫である。

## 人物
金方慶は、元の支配で苦しんでいた高麗を必死に助けようとした忠臣・愛国者として、今日でも韓国では高く評価されている。

### 元寇での蛮行
『高麗史』巻一百四 列伝十七 金方慶「入對馬島、撃殺甚衆」
元軍が目に留まる者を殺すため、島民の中には命惜しさから、赤子の泣き声が聞こえないように、愛する自分の子を刺し殺して逃げ隠れする者もあったと伝わる。
日蓮の建治元年（1275年）8月の書簡では、《壱岐対馬九国の兵士並びに男女、多く或は殺され或は擒（と）られ或は海に入り或は崖より堕（お）ちし者幾千万と云ふ事なし》とある。

弘安の役後、日本の捕虜となった元軍将兵のうち、江南軍（旧南宋）の兵は助命され庇護を受けたが、東路軍の高麗兵とモンゴル兵は一人残らず首を刎ねられたという。近代に至っても、「ムクリ・コクリ」（蒙古・高句麗）が来る、と言うと泣く子も黙ると言われたほどで、その残虐行為は壱岐・対馬・北九州の人々に、計り知れない恐怖心を植えつけた。